# Option Paralysis
Option Paralysis es el cuarto álbum de estudio de la banda estadounidense de mathcore The Dillinger Escape Plan, publicado en marzo de 2010 por Party Smasher en colaboración con Season of Mist. Es el primer álbum de la banda con el talentoso batería Billy Rymer tras la marcha en 2008 de Gil Sharone para ingresar en Stolen Babies.
Tras el vencimiento del contrato que mantuvo con Relapse Records, The Dillinger Escape Plan decidió crear su propia compañía discográfica para editar su cuarto trabajo a causa de su descontento con la industria musical. Para ello, la banda creó su propio sello, Party Smasher Inc., bajo el amparo de la discográfica francesa Season of Mist. Según declaraciones de Ben Weinman, guitarrista principal, Party Smasher no es técnicamente una compañía discográfica, sino un "paraguas creativo" para todo lo relacionado con The Dillinger Escape Plan. "Bueno, debo aclarar que no intentamos exactamente fundar una compañía discográfica. Eso no es algo en lo que seamos buenos, y obviamente es algo en lo que nadie es bueno en estos tiempos. Es una situación en la que tenemos un nombre para este paraguas que cubre todas las decisiones económicas y artísticas que tomamos, tanto de Dillinger como proyectos paralelos, lo que sea".

## Lista de canciones
Todas las letras escritas por Greg Puciato excepto "Parasitic Twins" escrita por Jeff Tuttle. Toda la música compuesta por Ben Weinman. 
La canción "Farewell, Mona Lisa" está entre las más conocidas de The Dillinger Escape Plan, apareciendo desde entonces en prácticamente todas las presentaciones en vivo de la banda. "Gold Teeth on a Bum" es una de las canciones más difíciles para la voz de la banda y probablemente una de las más complicadas de cantar en todo el repertorio de la música Rock; aunque esto es algo que caracteriza a la banda, con motivo del gran virtuosismo y versatilidad de su vocalista.

| N.º | Título                     | Duración |  |
| 1.  | «Farewell, Mona Lisa»      | 5:23     |  |
| 2.  | «Good Neighbor»            | 2:30     |  |
| 3.  | «Gold Teeth on a Bum»      | 5:22     |  |
| 4.  | «Crystal Morning»          | 2:02     |  |
| 5.  | «Endless Endings»          | 2:32     |  |
| 6.  | «Widower»                  | 6:23     |  |
| 7.  | «Room Full of Eyes»        | 4:15     |  |
| 8.  | «Chinese Whispers»         | 4:06     |  |
| 9.  | «I Wouldn't If You Didn't» | 4:14     |  |
| 10. | «Parasitic Twins»          | 4:41     |  |

## Personal
- Greg Puciato - voz, letrista.
- Ben Weinman - guitarra, piano, programación, coros, compositor.
- Jeff Tuttle - coros en "Good Neighbor", "Gold Teeth on a Bum", "Crystal Morning" y "Parasitic Twins"
- Liam Wilson - bajo
- Billy Rymer - batería
- Mike Garson - piano adicional en "Widower" y "I Wouldn't If You Didn't"

## Posición en listas
| Lista (2010)                            | Posición más alta |
| --------------------------------------- | ----------------- |
| EE. UU. Billboard 200                   | 78                |
| Billboard Hard Rock Albums de EE. UU.   | 5                 |
| Billboard Independent Albums de EE. UU. | 9                 |
| Billboard Rock Albums de EE. UU.        | 23                |
| Australia ARIA chart                    | 41                |